# Disgerminoma
Disgerminoma é um tipo de tumor de células germinativas, geralmente maligno e que normalmente aparece no ovário. Representam 2% dos cânceres de ovários. É mais comum na adolescência e início da vida adulta, sendo raro em outras idades. Respondem muito bem a tratamento, mas podem causar infertilidade. A taxa de sobrevivência a cinco anos após o diagnóstico é de 96% se o tumor está apenas em ovário e 63% quando o tumor se espalha.

## Causa
Perda da função do gene supressor de cânceres TRC8/RNF139. Pode ocorrer por translocação entre os cromossomos 8 e 22.

## Histologia
A histologia do tumor é similar a dos seminomas dos testículos e dos germinomas no sistema nervoso central ou as outras partes do corpo.

## Tratamento
Frequentemente envolve a retirada do ovário e trompa uterina afetados. Pode envolver quimioterapia e radioterapia também.